# Nuoto ai Giochi della XXI Olimpiade
Le specialità del nuoto ai Giochi della XXI Olimpiade si svolsero dal 18 al 25 luglio 1976 presso la Olympic Pool di Montréal. Il programma fu composto da 26 eventi, 13 femminili e 13 maschili.

## Partecipanti
Presero parte alla competizione 471 nuotatori in rappresentanza di 51 comitati olimpici nazionali.
- Argentina (5)
- Australia (28)
- Austria (1)
- Bahamas (2)
- Belgio (10)
- Brasile (9)
- Bulgaria (5)
- Canada (38)
- Colombia (5)
- Costa Rica (1)
- Cecoslovacchia (1)
- Danimarca (2)
- Germania Est (23)
- Ecuador (1)
- Finlandia (1)
- Francia (16)
- Gran Bretagna (39)
- Grecia (2)
- Hong Kong (4)
- Ungheria (8)
- Islanda (3)
- Indonesia (1)
- Irlanda (4)
- Israele (2)
- Italia (13)
- Giappone (15)
- Malaysia (1)
- Messico (9)
- Monaco (1)
- Paesi Bassi (15)
- Nuova Zelanda (9)
- Nicaragua (2)
- Norvegia (7)
- Panama (3)
- Paraguay (1)
- Filippine (3)
- Polonia (3)
- Portogallo (5)
- Porto Rico (12)
- Unione Sovietica (31)
- Spagna (14)
- Svezia (18)
- Svizzera (2)
- Thailandia (2)
- Tunisia (2)
- Stati Uniti (51)
- Isole Vergini Americane (2)
- Uruguay (1)
- Venezuela (12)
- Germania Ovest (22)
- Jugoslavia (4)

## Podi

### Uomini
| Evento                          | Oro | Perform. | Argento | Perform. | Bronzo                                                                                              | Perform. |
| Stile libero                    | |          | |          | |          |
| 100 m (dettagli)                | Jim Montgomery | 49"99    | Jack Babashoff | 50"81    | Peter Nocke                                                                                         | 51"31    |
| 200 m (dettagli)                | Bruce Furniss | 1'50"29  | John Naber | 1'50"50  | Jim Montgomery                                                                                      | 1'50"68  |
| 400 m (dettagli)                | Brian Goodell | 3'51"93  | Tim Shaw | 3'52"54  | Vladimir Raskatov                                                                                   | 3'51"79  |
| 1500 m (dettagli)               | Brian Goodell | 15'02"40 | Bobby Hackett | 15'03"91 | Stephen Holland                                                                                     | 15'04"66 |
| Dorso                           | |          | |          | |          |
| 100 m (dettagli)                | John Naber | 55"49    | Peter Rocca | 56"34    | Roland Matthes                                                                                      | 56"22    |
| 200 m (dettagli)                | John Naber | 1'59"19  | Peter Rocca | 2'00"55  | Dan Harrigan                                                                                        | 2'01"35  |
| Rana                            | |          | |          | |          |
| 100 m (dettagli)                | John Hencken | 1'03"11  | David Wilkie | 1'03"43  | Arvydas Juozaitis                                                                                   | 1'04"23  |
| 200 m (dettagli)                | David Wilkie | 2'15"11  | John Hencken | 2'17"26  | Rick Colella                                                                                        | 2'19"20  |
| Farfalla                        | |          | |          | |          |
| 100 m (dettagli)                | Matt Vogel | 54"35    | Joe Bottom | 54"50    | Gary Hall Sr.                                                                                       | 54"65    |
| 200 m (dettagli)                | Mike Bruner | 1'59"23  | Steven Gregg | 1'59"54  | Bill Forrester                                                                                      | 1'59"96  |
| Misti                           | |          | |          | |          |
| 400 m (dettagli)                | Rod Strachan | 4'23"68  | Tim McKee | 4'24"62  | Andrej Smirnov                                                                                      | 4'26"90  |
| Staffette                       | |          | |          | |          |
| 4x200 m stile libero (dettagli) | Stati Uniti Mike Bruner Bruce Furniss John Naber Jim Montgomery Doug Northway* Tim Shaw*                          | 7'23"22  | Unione Sovietica Vladimir Raskatov Andrej Bogdanov Sergej Kopljakov Andrej Krylov Andrey Smirnov* Vladimir Mikheyev* | 7'27"97  | Gran Bretagna Alan McClatchey David Dunne Gordon Downie Brian Brinkley'                             | 7'32"11  |
| 4x100 m misti (dettagli)        | Stati Uniti John Naber John Hencken Matt Vogel Jim Montgomery Peter Rocca* Chris Woo* Joe Bottom* Jack Babashoff* | 3'42"22  | Canada Stephen Pickell Graham Smith Clay Evans Gary MacDonald Bruce Robertson*                                       | 3'45"94  | Germania Ovest Klaus Steinbach Walter Kusch Michael Kraus Peter Nocke Peter Lang* Dirk Braunleder*' | 3'43"25  |

* indica i nuotatori che hanno gareggiato solamente in batteria.

### Donne
| Evento                          | Oro | Perform. | Argento                                                                                                   | Perform. | Bronzo                                                                    | Perform. |
| Stile libero                    | |          | |          |                                                                           |          |
| 100 m (dettagli)                | Kornelia Ender | 55"65    | Petra Priemer                                                                                             | 56"49    | Enith Brigitha                                                            | 56"65    |
| 200 m (dettagli)                | Kornelia Ender | 1'59"26  | Shirley Babashoff                                                                                         | 2'01"22  | Enith Brigitha                                                            | 2'01"40  |
| 400 m (dettagli)                | Petra Thümer | 4'09"89  | Shirley Babashoff                                                                                         | 4'10"46  | Shannon Smith                                                             | 4'14"60  |
| 800 m (dettagli)                | Petra Thümer | 8'37"14  | Shirley Babashoff                                                                                         | 8'37"59  | Wendy Weinberg                                                            | 8'42"60  |
| Dorso                           | |          | |          |                                                                           |          |
| 100 m (dettagli)                | Ulrike Richter | 1'01"83  | Birgit Treiber                                                                                            | 1'03"41  | Nancy Garapick                                                            | 1'03"71  |
| 200 m (dettagli)                | Ulrike Richter | 2'13"43  | Birgit Treiber                                                                                            | 2'14"97  | Nancy Garapick                                                            | 2'15"60  |
| Rana                            | |          | |          |                                                                           |          |
| 100 m (dettagli)                | Hannelore Anke | 1'11"16  | Ljubov' Rusanova                                                                                          | 1'13"04  | Marina Koševaja                                                           | 1'13"30  |
| 200 m (dettagli)                | Marina Koševaja | 2'36"08  | Marina Jurčenja                                                                                           | 2'31"15  | Ljubov' Rusanova                                                          | 2'36"22  |
| Farfalla                        | |          | |          |                                                                           |          |
| 100 m (dettagli)                | Kornelia Ender | 1'00"13  | Andrea Pollack                                                                                            | 1'00"98  | Wendy Boglioli                                                            | 1'01"17  |
| 200 m (dettagli)                | Andrea Pollack | 2'11"41  | Ulrike Tauber                                                                                             | 2'12"50  | Rosemarie Gabriel                                                         | 2'12"86  |
| Misti                           | |          | |          |                                                                           |          |
| 400 m (dettagli)                | Ulrike Tauber | 4'42"77  | Cheryl Gibson                                                                                             | 4'48"10  | Becky Smith                                                               | 4'50"48  |
| Staffette                       | |          | |          |                                                                           |          |
| 4x100 m stile libero (dettagli) | Stati Uniti Kim Peyton Wendy Boglioli Jill Sterkel Shirley Babashoff Jennifer Hooker*                                               | 3'44"82  | Germania Est Kornelia Ender Petra Priemer Andrea Pollack Claudia Hempel                                   | 3'45"50  | Canada Gail Amundrud Barbara Clark Becky Smith Anne Jardin Debbie Clarke* | 3'48"81  |
| 4x100 m misti (dettagli)        | Germania Est Ulrike Richter Hannelore Anke Andrea Pollack Kornelia Ender Birgit Treiber* Carola Nitschke* Rosemarie Kother-Gabriel* | 4'07"95  | Stati Uniti Linda Jezek Lauri Siering Camille Wright Shirley Babashoff Lelei Fonoimoana* Wendy Boglioli * | 4'14"55  | Canada Wendy Hogg Robin Corsiglia Susan Sloan Anne Jardin Debbie Clarke*  | 4'15"22  |

* indica le nuotatrici che hanno gareggiato solamente in batteria.

## Medagliere
| Pos. | Paese            | Oro | Argento | Bronzo | Totale |
| ---- | ---------------- | --- | ------- | ------ | ------ |
| 1    | Stati Uniti      | 13  | 14      | 7      | 34     |
| 2    | Germania Est     | 11  | 6       | 2      | 19     |
| 3    | Unione Sovietica | 1   | 3       | 5      | 9      |
| 4    | Gran Bretagna    | 1   | 1       | 1      | 3      |
| 5    | Canada           | 0   | 2       | 5      | 7      |
| 6    | Germania Ovest   | 0   | 0       | 2      | 2      |
| 6    | Paesi Bassi      | 0   | 0       | 2      | 2      |
| 8    | Australia        | 0   | 0       | 1      | 1      |